# Plaza de los Treinta y Tres
La Plaza de los Treinta y Tres es un parque situado en el barrio Cordón de Montevideo. Popularmente conocida como 'Plaza de los Bomberos' debe su nombre a que en frente se ubica el Cuartel Centenario de Bomberos. Es uno de los espacios verdes más concurridos de la zona, encontrándose rodeada por las calles Magallanes, Minas, Colonia y la Avenida 18 de Julio, en el barrio de Cordon.
En su entorno se encuentran varios de los principales monumentos y puntos de interés: el monumento a Juan Antonio Lavalleja, el Cuartel Centenario de Bomberos, el Monumento al Bombero y el Edificio 19 de Junio. 

## Descripción
En 1855 fue donada parte de esta propiedad al Estado por los herederos de José Arismendi, antiguo poblador del Cordón, para que se habilitara como plaza de carga y descarga de las carretas de campaña con frutos del país. Tal fue el origen del llamado «mercado» y luego, «Plaza de Artola» en 1855.
El nombre actual de la plaza, impuesto por un decreto de 1856, es en honor a los Treinta y Tres Orientales, quienes fueron el batallón que logró recuperar la independencia del territorio que hoy en día es Uruguay. Alrededor de ella funcionan dos stands permanentes, uno de souvenirs artesanales y otro gastronómico, sobre la esquina de la Avenida 18 de Julio y Magallanes. Hay además una feria permanente de ropa, que da hacia la calle Minas. 
Artistas callejeros suelen animar la plaza a lo largo del día, haciéndola más disfrutable. Durante la noche la Plaza de los Treinta y Tres se ilumina de forma formidable haciéndola un paseo muy interesante.

## Monumentos

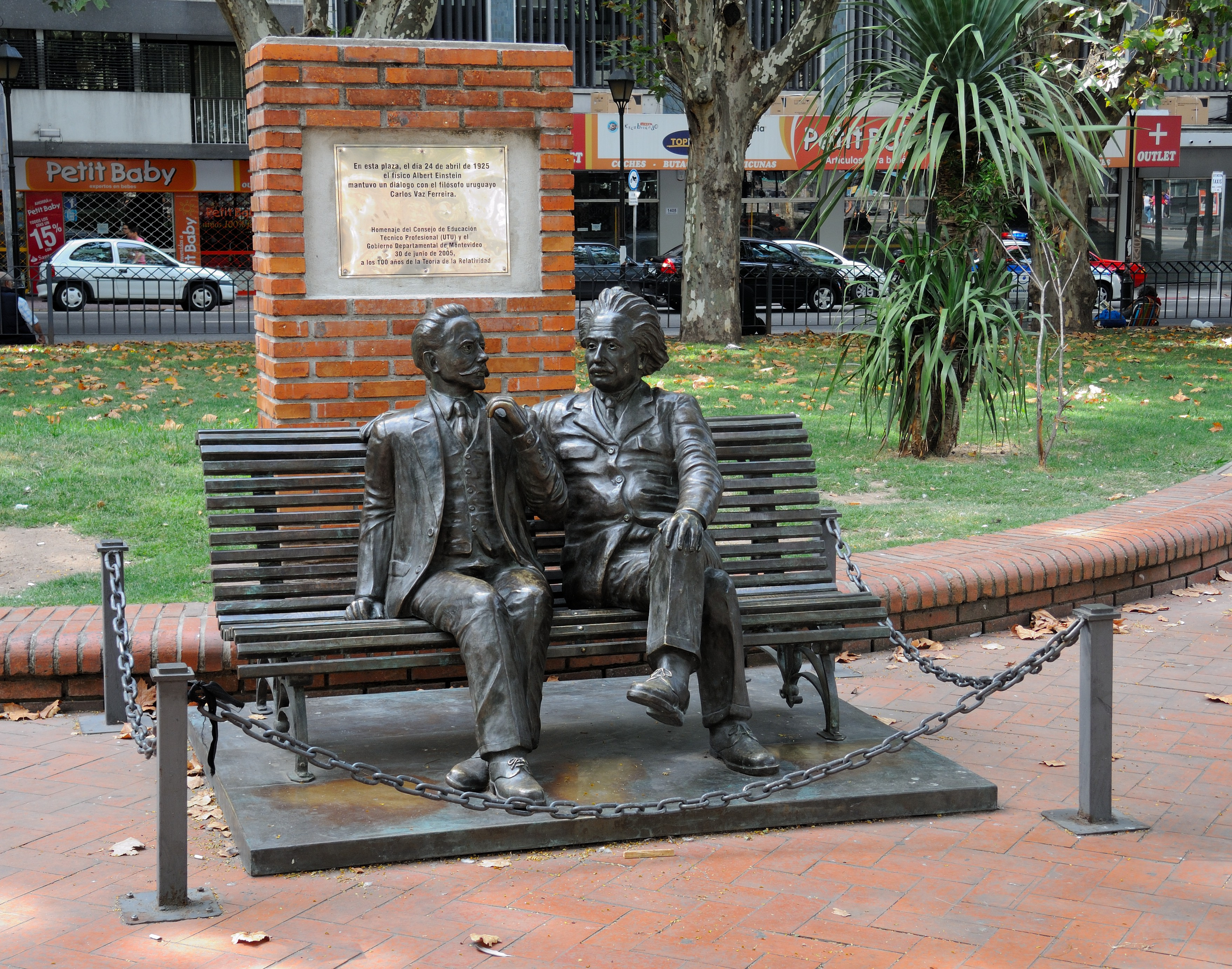
Monumento al encuentro entre Einstein y Vaz Ferreira realizado en Montevideo, Uruguay

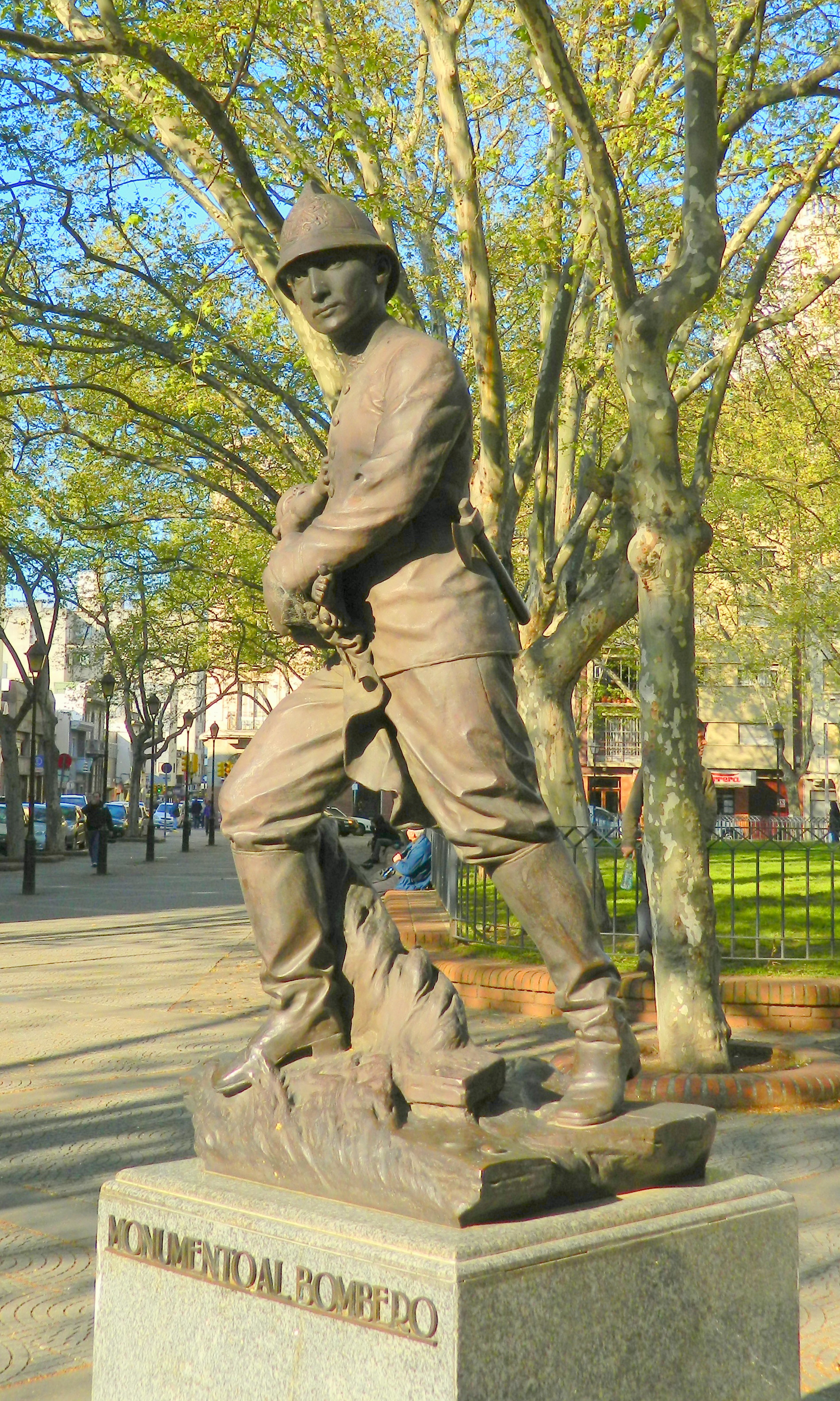
Monumento al Bombero

Entre los monumentos existentes en la plaza se encuentra el dedicado a Juan Antonio Lavalleja ubicado en el centro de la manzana, realizado por el escultor Máximo Lamela, otro dedicado a un encuentro que en ella tuvieron Albert Einstein y Carlos Vaz Ferreira el 24 de abril de 1925, obra del artista carmelitano Velarde Gil fue inaugurado el 4 de octubre de 2008. Además sobre la senda a la Avenida 18 de julio se erige un mural en representación del cuadro pintado por Juan Manuel Blanes al Desembarco de los Treinta y Tres Orientales.